# Эдфельдт, Туве
Туве Анна Майя Эдфельдт (швед. Tove Anna Maja Edfeldt; род. 24 ноября 1983 года, Труса, Сёдерманланд, Швеция) — шведская актриса театра и кино. Её мать — Катти Эдфельдт — является актрисой, режиссёром и сценаристом.

## Биография
Туве Эдфельдт впервые приняла участие в кино совершенно случайно. Это был фильм «Дети из Бюллербю». В раннем детстве Туве принимала участие в различных спектаклях Унг Театра в Стокгольме. С 2004 по 2008 года Туве училась в Театральной Академии Стокгольма. Принимала участие в цирке, играла клоуном и путешествовала с представлениями в другие страны: Иордания, ЮАР и Свазиленд.

## Фильмография
| Год  | Название                                       | Персонаж                       |
| ---- | ---------------------------------------------- | ------------------------------ |
| 1986 | Дети из Бюллербю                               | Керстин                        |
| 1987 | Новые приключения детей из Бюллербю            | Керстин                        |
| 1993 | Roseanna                                       | девочка с удочкой              |
| 1997 | Правда или смелость                            | Нора                           |
| 1998 | S:t Mikael (сериал)                            |                                |
| 1999 | Ева и Адам (сериал)                            | девочка в актерской группе Евы |
| 2000 | Barnen på Luna (сериал)                        | Мерседес                       |
| 2001 | Ева и Адам – Четыре дня рождения и одно фиаско | Сара                           |
| 2002 | Bella — bland kryddor och kriminella (сериал)  | Карин                          |
| 2003 | Другой путь                                    | Ханна Андерсен                 |
| 2006 | Innan du slår i marken (короткометражка)       | Сири                           |
| 2010 | Aldrig nudda mark (короткометражка)            |                                |
| 2011 | История Стиг-Хелмера                           | Хьордис                        |
| 2013 | Bäst före                                      | Миа                            |